# Famille Cedercreutz
La famille Cedercreutz est une famille noble finlandaise originaire de Suède et s'est installée définitivement en Finlande pendant la guerre de Finlande en 1809.

## Personnalités
- Herman Cedercreutz (fi) (1684–1754), Haut Conseil, diplomate
- Johan Axel Cedercreutz (fi) (1801–1863), major général et gouverneur
- Carl Emil Cedercreutz (fi) (1806–1869), sénateur et chancelier
- Axel Fredrik Nikolaus Cedercreutz (fi) (1847–1909), écrivain
- Nanny Cedercreutz (1866–1950), scientifique et écrivaine
- Axel Cedercreutz (fi) (1873–1946), professeur de médecine
- Edward Emil Fredrik Cedercreutz (fi) (1874–1930), ingénieur et directeur général
- Emil Cedercreutz (1879–1949), sculpteur et silhouettiste
- Jonas Cedercreutz (1914–1991), architecte
- Claes Cedercreutz (fi) (1917–1991), chirurgien et hypnothérapeute
- Carl-Johan Cedercreutz (fi) (1915–2001), M.Sc., ingénieur
- Camilla Cedercreutz (fi) (1993–), pilote de course.

## Pour approfondir